# Sicmonic
Sicmonic, aussi stylisé (Sic)monic, est un groupe de metal progressif américain, originaire de Phoenix, en Arizona. Il compte deux albums entre 2006 et 2008. Leur musique est généralement considérée comme du metal progressif ou avant-gardiste. Sicmonic est actuellement sous contrat avec le label Aural Music, ainsi qu'avec Warner/Chappell pour la distribution. Ray Goodwin, qui joue de la guitare lead, est sponsorisé par Jackson Guitars.

## Biographie

### Débuts
Sicmonic est formé en mars 2005 lorsque les guitaristes Ray Goodwin, Robert Warren et Jason Williams (du groupe The Awakening) forment un groupe avec le chanteur Taylor Hession (du groupe Bedlam 23) et le batteur Douglas Berry. Le groupe devait originellement se doter d'une chanteuse, est passé par plusieurs variations où un chanteur partageait les vocaux avec une chanteuse, puis a finalement décidé de se doter d'un seul chanteur (mâle) dont la voix serait suffisamment distincte et originale pour faire écho à l'énergie de la musique. Ainsi, les guitaristes mènent de longues auditions avant d'engager Taylor Hession en mars 2005. Le groupe enchaîne alors les concerts dans sa région d'origine, puis sort en 2006 son premier album, Look to the Skies. Cet album sera sixième sur le classement « Signez-moi » du label Roadrunner Records.

### Look to the Skies
Le premier album du groupe, Look to the Skies, est publié le 11 août 2006,. Un premier single, Fist to Throat, sort avec un clip promotionnel tourné juste derrière le studio d'enregistrement du groupe à Phoenix. Cet album comprend notamment une reprise de Charlie Daniels, The Devil Went Down to Georgia. Il attire l'attention du label italien Aural Music, qui produira le deuxième album, Somnambulist. Douglas Berry quitte le groupe avant l'écriture de cet album.

### Somnambulist
Le 30 juillet 2008, Sicmonic sort en autoproduction un CD promotionnel contenant quatre titres qui sortiront sur le second album studio, Somnambulist,. Le 9 septembre de la même année, le groupe sort (toujours en autoproduction) une version autoproduite de l'album, tirée à 1 000 exemplaires, avant de signer un contrat d'exclusivité avec Aural Music. La version produite par le label sortira le 25 décembre 2009, avec un nouvel artwork et quatre titres bonus précédemment parus sur Look to the Skies. Deux singles sont tirés de cet album, Oxygen et Somnambulist. Après l'enregistrement, le guitariste Robert Warren quitte le groupe et est remplacé par Josh Ward.

### Darcauditure
Initialement prévu pour l'hiver 2011, puis repoussé à la fin de l'année, Darcauditure sera le troisième album de Sicmonic. Pendant l'écriture de cet album, le guitariste Josh Ward quitte à son tour le groupe. Celui-ci fait alors passer de nouvelles auditions pour trouver un nouveau guitariste ; après quelques auditions, le jeune Ryan Gero (18 ans) est sélectionné pour s'occuper de la guitare rythmique. Sicmonic signe de nouveau avec Aural Music.
En mai 2015, Billy Zane Muna et David Digilio, du groupe de rock Back from Ashes, se joignent au groupe au chant et à la basse, respectivement.

## Membres

### Membres actuels
- Billy Zane Muna - chant
- Ray Goodwin - guitare solo, violon
- Zack Kasmer - guitare rythmique
- David Digilio - Basse
- Zack Sewell - batterie, percussions

### Anciens membres
- Douglas Berry - batterie, percussions
- Robert « Bob » Warren - guitare rythmique
- Josh Ward - guitare rythmique
- Ryan Gero - guitare rythmique
- Jason Williams - Basse

## Discographie

### Singles
- Fist to Throat
- Oxygen
- Somnambulist

### Clips vidéo
- Fist to Throat
- Somnambulist